# ComScore
|  | No s'ha de confondre amb Alexa Internet. |

ComScore és una companyia de recerca de màrqueting a Internet que proporciona dades de màrqueting i serveis per a moltes de les més grans empreses d'aquest entorn. A més a més fa un seguiment de totes les dades d'Internet dels ordinadors que s'hi connecten, amb la finalitat d'estudiar-ne el comportament i treure'n estadístiques.

## Història

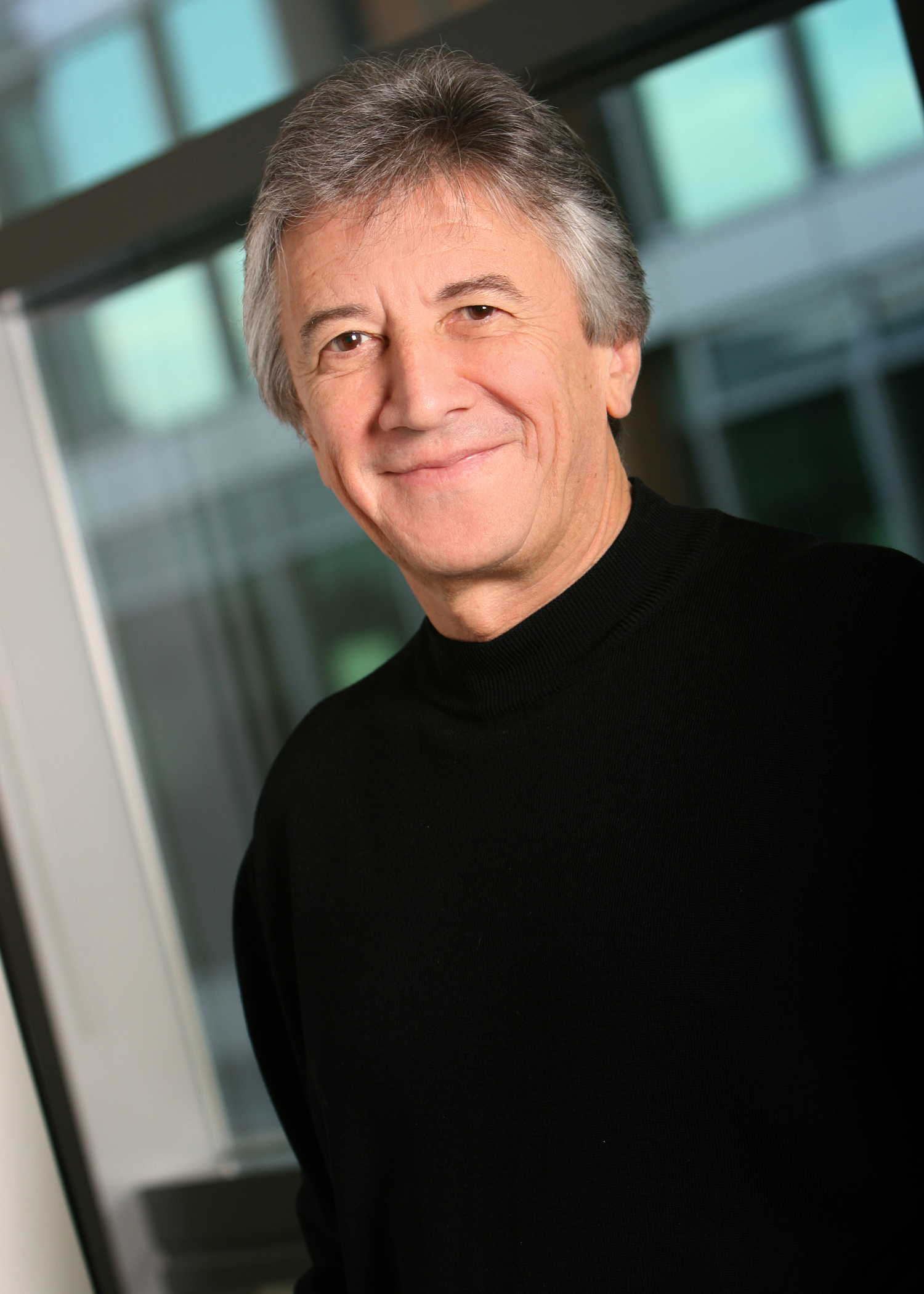
Gian Fulgoni Fundador i Director General

ComScore Networks va ser fundada l'agost de 1999 a Reston, Virginia, per Gian Fulgoni, qui fou durant molts anys el director general de Recursos d'Informació (una de les majors companyies de recerca de mercats del món) i Magid Abraham, que També va ser un antic empleat del IRI i havia servit com a president de IRI a mitjans de la dècada de 1990.
A Magid i Gian se'ls va ocórrer la idea mentre treballaven amb un dels inversors originals de l'empresa, Mike Santer, qui va idear el concepte de crear una línia amb un grup de consumidors molt gran per tal de rastrejar el comerç en línia. El problema era que els mètodes tradicionals de les empreses consistien en el seguiment del comportament online no servia per al seguiment del global comerç, a causa de la menor incidència de les compres en línia en aquells moments.
L'any 2000, ComScore va comprar alguns actius i els acords dels clients de PCDATA de Reston, Virginia. PCDATA va ser una de les primeres empreses de mesurament d'Internet, però els creixents desafiaments competitius (incloent l'amenaça d'una demanda per violació de patents per la pionera en l'activitat, Media Metrix) van posar en dubte el futur de PCDATA. L'adquisició de l'àmplia base de clients de PCDATA va ajudar a accelerar el creixement del servei de mesurament de ComScore, que fou àmpliament considerat com més precís que el servei de la tecnologia PCDATA emprada anteriorment.
El 2001, Media Metrix havia aconseguit algun avantatge en termes de mercat, però havia estat incapaç de crear una estructura financera sostenible. NetRatings, el seu competidor més proper, estava armat amb fortes reserves de capital i va anunciar la seva intenció d'adquirir i integrar a Media Metrix. No obstant això, al cap d'uns mesos, la FTC va anunciar la seva intenció de bloquejar l'adquisició i, en conseqüència, va cancel·lar la transacció de NetRatings. Posteriorment ComScore va ser capaç d'adquirir Media Metrix en un acord anunciat al juny de 2002.
Media Metrix va crear com havia fet PC Meter, una unitat de negoci per a recerca de mercat d'empreses NPD i va començar a publicar les estadístiques el gener de 1996. El juliol del 1997, va canviar el seu nom pel de Media Metrix, citant el desig de fer un seguiment d'una major varietat de tràfic interactiu. A l'octubre de 1998, Media Metrix es va fusionar amb la seva rival més propera. La companyia va començar a cotitzar al NASDAQ: MMXI al maig de 1999, aconseguint una capitalització de mercat de 135 milions US$ en el seu primer dia de negoci. El juny de 2000, la companyia va adquirir Jupiter Communications per 414 milions US$ en accions i va canviar el seu nom pel de Jupiter Media Metrix.
Arran del col·lapse de les companyies i la reducció en les despeses de màrqueting a Internet, Júpiter va vendre el servei de Media Metrix per competir amb ComScore per 1.5 milions US$ al juny de 2002
El 30 de març de 2007, ComScore va anunciar la seva intenció de vendre accions en una oferta pública inicial, cotitzant al Nasdaq amb el símbol "SCOR".
Al maig de 2008, ComScore va anunciar l'adquisició de M: Metrics, una empresa de mesurament del consum de contingut mòbil. L'operació es va fer amb un pagament en efectiu de 44,3 milions de dòlars i l'emissió d'aproximadament 50.000 opcions de compra d'accions ordinàries de ComScore a certs accionistes de M: Metrics.
L'octubre de 2009 ComScore va anunciar l'adquisició de Certifica, un proveïdor de mesurament web en temps real i de solucions digitals per a tecnologies de comercialització a Amèrica Llatina. Amb seu a Santiago de Xile, té oficines en tota l'Amèrica Llatina, incloent Mèxic, Brasil, Argentina, Colòmbia i el Perú. L'adquisició va dotar a ComScore d'una major presència en el mercat llati-americà.
Al febrer de 2010, ComScore va anunciar que havia signat un acord definitiu per adquirir ARSgroup en una adquisició en efectiu. Amb seu en Evansville, Indiana, les àrees d'especialització d'ARSgroup inclouen: estratègia de marca, totes les etapes de desenvolupament creatiu, l'avaluació de la campanya en tots els canals de comercialització i mitjans de comunicació, planificació de mitjans i l'estratègia, la tornada de la inversió, i la previsió.